# Демба Сек
Демба Сек (англ. Demba Seck, нар. 10 лютого 2001, Зігіншор, Сенегал) — сенегальський футболіст, нападник італійського клубу «Торіно» та національної збірної Сенегалу.

## Ігрова кар'єра

### Клубна
Демба Сек народився у Сенегалі аде займатися професійно футболом почав в Італії. Футболіст є вихованцем футбольної школи клубу СПАЛ. З 2019 року Сек був внесений в заявку першої команди СПАЛ. Але майже одразу для набору ігрової практики був відправлений в оренду у клуб Серії D «Сассо Марконі», де провів наступний сезон. Після повернення до СПАЛ, свою першу гру в команді Сек провів у січні 2021 року.
Через рік, у січні 2022 року футболіст перейшов до клубу Серії А «Торіно». І вже 27 лютого нападник дебютував у Серії А.

### Збірна
У вересні 2022 року Демба Сек дебютував у складі національної збірної Сенегалу, коли вийшов на заміну у товариському матчі проти команди Болівії.